# Thalamy
Thalamy – miejscowość i gmina we Francji, w regionie Nowa Akwitania, w departamencie Corrèze.
Według danych na rok 1990 gminę zamieszkiwały 92 osoby, a gęstość zaludnienia wynosiła 8 osób/km² (wśród 747 gmin Limousin Thalamy plasuje się na 513. miejscu pod względem liczby ludności, natomiast pod względem powierzchni na miejscu 526.).